# Apache Shale
Az Apache Shale egy JavaServer Faces alapú webalkalmazás-keretrendszer, melyet az Apache Software Foundation tartott karban. 2009 májusában az Apache Shale-t nyugdíja küldték és a projekt az Apache Attic-ba került.

## Külső hivatkozások
- Shale projekt honlapja
- JSF Central Interviews Craig McClanahan about Shale Archiválva 2012. augusztus 28-i dátummal a Wayback Machine-ben
- Apache Shale Web framework project retired

## Fordítás
Ez a szócikk részben vagy egészben  az   Apache Shale című angol Wikipédia-szócikk ezen változatának fordításán alapul.  Az eredeti cikk szerkesztőit annak laptörténete sorolja fel. Ez a jelzés csupán a megfogalmazás eredetét és a szerzői jogokat jelzi, nem szolgál a cikkben szereplő információk forrásmegjelöléseként.